# تل لاچیش
تل لاچیش (به لاتین: Tel Lachish) یک منطقهٔ مسکونی در اسرائیل است که در استان جنوب (اسرائیل) واقع شده‌است.